# Nàubol
Nàubol (en grec antic: Ναύβολος) va ser, segons la mitologia grega, el pare d'Antíoque, l'esposa d'Èurit, rei de Ecàlia. Algunes fonts diuen que la seva esposa era Antíope, filla de Piló, i Nàubol seria l'avi de Íole. Dos dels argonautes, Clici i Ífit, eren fills d'Èurit i també serien nets de Nàubol.
Gai Juli Higí varia la genealogia d'Ífit, i diu que era fill de Nàubol, i que la seva pàtria era la Fòcida. També diu que Ífit podia ser fill d'Hipas i hauria nascut al Peloponnès.